# Hassan Chateri
Hasan Shateri (en persan : حسن شاطري), né à Semnan en 1955 et mort le 12 février 2013, connu sous le nom de Hessam Khoshnevis, était un commandant de la Force Qods et président de la délégation de reconstruction iranienne, au Liban.

## Biographie
Pendant la Guerre Iran-Irak, il a travaillé dans le domaine de l'ingénierie de guerre, de la construction de routes et de la construction de zones de guerre. Avec la fin de la guerre, il a commencé à reconstruire le Kurdistan et l'Afghanistan. Selon chaîne américaine CNN, le général Hassan Chateri a été inscrit sur les listes de personnalités iraniennes, établies par Washington, frappées de sanctions à cause de leurs liens avec des organisations comme Hezbollah. Il part en Afghanistan dès la chute du régime taliban, en 2001.

## Au Liban
après la guerre de 2006 entre Israël et le Hezbollah, NDLR, il était chef du Comité iranien pour la reconstruction du Liban. Parmi ses actions pourraient être la reconstruction des églises au sud du Liban, la reconstruction et la réparation des routes et des ponts, ainsi que la construction de la mosquée Qods à la frontière entre Israël et le Liban.

## Assassinat
Hassan Chateri a été tué le 12 février 2013, dans la nuit de mercredi à jeudi, sur la route entre Damas et Beyrouth alors qu'il était chargé des travaux de reconstruction. Selon la chaîne qatarie Al Jazeera, Hassan Chateri, représentant du Corps des Gardiens de la révolution islamique (CGRI) au Liban, a été assassiné peu après avoir quitté l'aéroport international de Damas. Le conducteur, lui aussi iranien, a également trouvé la mort lors de l'attaque.

## Funérailles

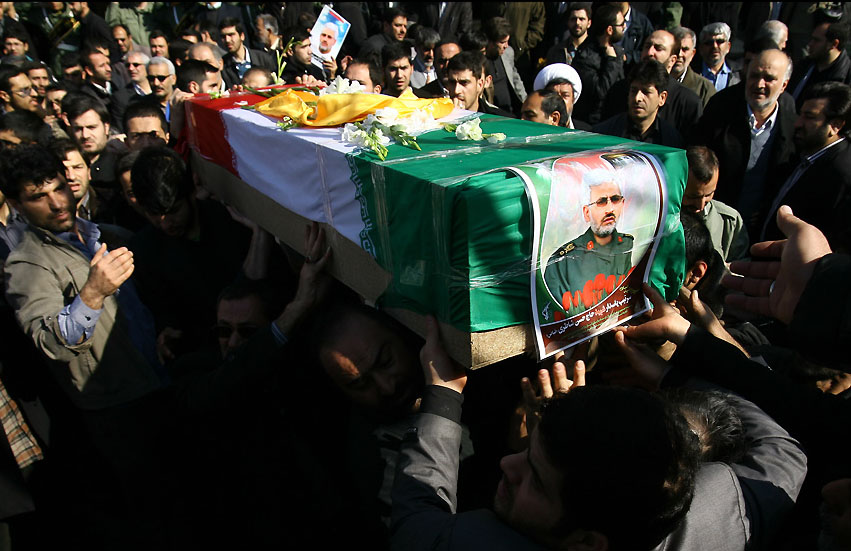
Funérailles de Hassan Shateri

Il a été enterré à Téhéran. Le commandant du CGRI Mohammad Ali Jafari, le commandant de la Force Qods Qasem Soleimani et d'autres responsables iraniens ont assisté à ses funérailles.